# سالمون (برزیل)
سالمون (به پرتغالی: Calmon) یک منطقهٔ مسکونی در برزیل است که در سانتا کاتارینا واقع شده‌است. سالمون ۳٬۳۳۵ نفر جمعیت دارد.